# マインドフルネス認知療法

ベックのネガティブ認知トライアングル

マインドフルネス認知療法（マインドフルネスにんちりょうほう、英:Mindfulness-based cognitive therapy:MBCT）は、マインドフルネス（気づき）を基礎に置いた心理療法で、第3世代の認知療法の1つ。心に浮かぶ思考や感情に従ったり、価値判断をするのではなく、ただ思考が湧いたことを一歩離れて観察するという、マインドフルネスの技法を取り入れ、否定的な考え、行動を繰り返（自動操縦）さないようにすることで、うつ病の再発を防ぐことを目指す。
1979年に、痛みの患者のために開発されたマインドフルネスストレス低減法（MBSR）を、うつのために転換したものである。MBSRが身体のストレスであるがん、慢性疼痛、心臓病や線維筋痛症に焦点を当てているのに対し、MBCTはうつ病、不安、燃え尽き、摂食障害といった認知に焦点を当てている。危険な副作用を持っている可能性は低く、教育、妊娠中、刑務所などで使用されている。

## 歴史
本療法は、うつ病への応用のため、1991年にZ・V・シーガル、J・M・G・ウィリアムズ、J・D・ティーズデールらによって、既にマインドフルネスを用いたトレーニングを行っていたジョン・カバット・ジンのマインドフルネスストレス低減法を基に開発された。

## 技法
本療法の一般的なレッスンは8週間行われ、導入前の面接、グループレッスン、ホームワークからなる。グループレッスンでは、まず干しブドウを味わうことから始まり、呼吸・身体への観察を中心として、静坐瞑想、歩行瞑想に進み、毎日45分間、週6日のホームワーク、1日3回、或いはイライラしそうになった時の3分間呼吸法へ進み、日々の生活で習慣的に行えるように訓練する。
本療法では、瞬間瞬間ごとに注意を払う方法、または今現在の瞬間に意識を向ける方法を学習するため、価値判断なしに優劣順位を付けることが出来る。

## 診療ガイドライン
英国国立医療技術評価機構は、2011年の診療ガイドラインでうつ病の治療に対し、過去に既往歴のある患者に対しての選択肢と一つとして、CBTと並んでMBCTを推奨している。

## 有効性
本療法の開発時の臨床実験により、うつ病を3度以上経験した患者については、従来の療法と比べて再発率が半減した。
マインドフルネスストレス低減法（MBSR）が、身体のストレスであるがん、慢性疼痛、心臓病や線維筋痛症に焦点を当てているのに対し、マインドフルネス認知療法（MBCT）はうつ病、不安、燃え尽き、摂食障害といった認知に焦点を当てている。2015年の研究ではシステマティックレビューを探索し、MBSRとMBCTとは、がん、心血管疾患、慢性疼痛、うつ病、不安障害の心身の両方の症状を緩和する証拠が得られた。

## セルフヘルプ
自分で読書しながら実践できるセルフヘルプとしての書籍も出版されており、マインドフルネス認知療法を提唱した3人に加え、ジョン・カバット・ジンが著者となったものも出版されている。

## 類似した認知行動療法
- アクセプタンス&コミットメント・セラピー
- 弁証法的行動療法 - 類似したものではないが、中核的な技法のひとつに禅的な内省が取り入れられている